# Museo archeologico nazionale della Sibaritide
Il Museo archeologico nazionale della Sibaritide è un museo archeologico che si trova tra il parco archeologico dell'antica Sybaris e l'attuale cittadina di Sibari (frazione del comune di Cassano all'Ionio, in provincia di Cosenza). Sorge a 4 metri s.l.m.

## Storia
La sede principale del museo è sorta negli anni novanta su progetto dell'architetto Riccardo Wallach.
Il progetto, che si estende su una superficie di circa 4.000 mq. comprende 5 unità espositive tra le quali un nucleo centrale che ha il compito di organizzare gli ambienti espositivi del museo e un corpo servizi per le funzioni di ricerca, studio, restauro, conservazione. Nel 2015, il Museo, già dotato di sala convegni e di biblioteca, è stato ampliato su progetto di ABDR Architetti Associati che hanno adottato, per integrare le volumetrie originarie del 1996 alle nuove del 2015, un'innovativa tecnica di trasferimento tecnologico che consente l’utilizzazione di sistemi lignei immarcescibili prodotti originariamente per pavimentazioni esterne.
Tra le aree di scavo, ve n'è una aperta al pubblico sulla SS 106, a circa 2 km in direzione sud rispetto alla sede principale.
Il museo ospita al suo interno reperti che risalgono dall'era protostorica della Magna Grecia fino alla civiltà romana relative alle città di Sybaris, Thurii e Copia, e ai vari stanziamenti presenti nella zona compresi il Brutium e l'Enotria, rinvenuti principalmente negli scavi di Parco del Cavallo, Casa Bianca, Castiglione di Paludi e Timpone della Motta.

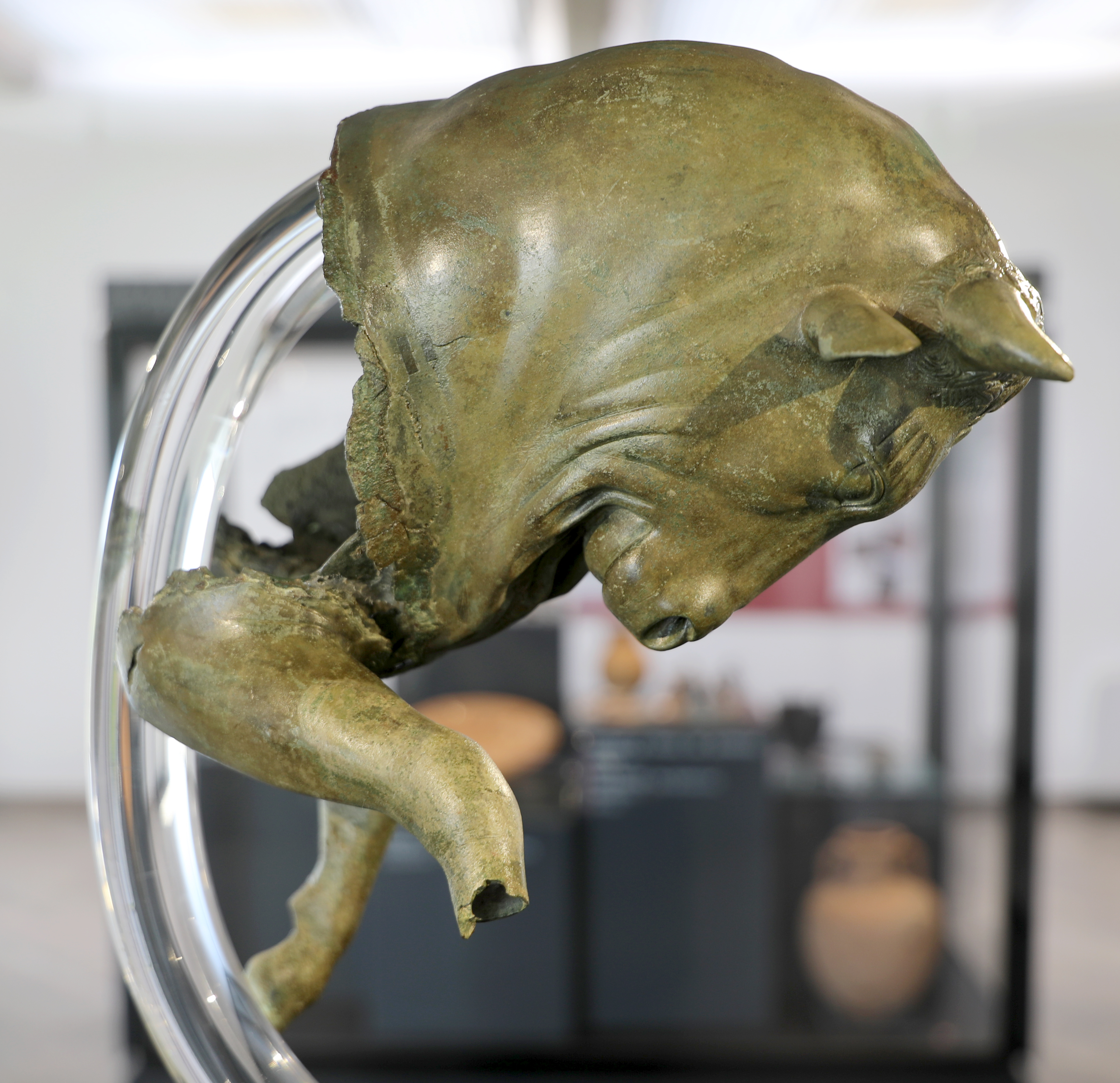
Il Toro coazzante simbolo di Sybaris, 410-390 a.C. circa con restauri dell'epoca romana, dagli scavi di Copia

Le testimonianze di maggiore interesse sono frutto degli scavi nel parco archeologico di Francavilla Marittima dalla cui necropoli provengono i corredi tombali risalenti all'età del ferro;dal santuario di Atena del VI-IV secolo a.C. provengono gli ornamenti religiosi ed i frammenti architettonici.
Di notevole importanza la tabella in bronzo con dedica ad Atena appartenente a Kleombrotos figlio di Dexilaos, vincitore di una gara ad Olimpia, risalente agli inizi del VI secolo a.C.
Da qualche anno, una nuova sala è stata aperta con molti pezzi restituiti da vari musei stranieri, tra cui il Getty Museum statunitense, perché acquisiti illegalmente sul mercato clandestino.
Il sito di scavo aperto al pubblico si estende su un'area vasta di circa 500 m di lato, e comprende una parte considerevole delle vie principali di Copia, oltre a ruderi di diverse ville, con molti pavimenti a mosaico ed, in un caso, di una piccola piscina. Nel sito sono comprese alcune zone non aperte al pubblico, dove viene curata la ripulitura degli oggetti rinvenuti in situ.